# Rubén Marcos
Rubén Marcos (6 de dezembro de 1942 - 14 de agosto de 2006) é um ex-futebolista chileno. Ele competiu na Copa do Mundo FIFA de 1966, sediada na Inglaterra.